# Three O'Clock High
Three O'Clock High (br: Te Pego Lá Fora; pt: A Força dos Punhos) é um filme norte-americano de 1987 dirigido por Phil Joanou e distribuído pela Universal Pictures. O roteiro foi escrito por Richard Christian Matheson e Thomas E. Szollosi.
A trama do filme é vagamente ligada a um western clássico feito em 1952: High Noon; onde um xerife do Velho Oeste é forçado a confrontar com um notório criminoso em uma hora marcada. Em Three O'Clock High, um jovem estudante do ensino médio chamado Jerry Mitchell acaba sendo desafiado pelo mais novo valentão da escola Buddy Revell para uma briga as 3 horas da tarde no estacionamento da mesma; com isso, Mitchell passa o dia inteiro tentando evitar que a tal peleja aconteça.
As locações do filme foram em Ogden, Utah na escola de segundo grau Ogden High School. Apesar de ter recebido críticas mistas e não ter tido uma boa bilheteria, seu lançamento doméstico foi um sucesso, o que ajudou o filme a ter, nos dias atuais, o status de clássico cult.
Steven Spielberg foi o produtor executivo deste filme, mas abriu mão dos créditos de sua participação no filme.
O longa recebeu duas dublagens no Brasil: a primeira feita pela Herbert Richers e a segunda foi feita pela Audio Corp. Em ambas as dublagens, o filme recebeu o título de Te Pego Lá Fora.

## Enredo
O estudante do ensino médio Jerry Mitchell e sua irmã mais nova Brei estão sozinhos em sua casa, pois seus pais viajaram de férias. O dia começa muito mal para Jerry quando ele acorda tarde, se atrasando para ir até a escola. Pelo fato de estar atrasado, Mitchell quase causa um acidente com seu carro por conta de sua pressa. No seu carro, Mitchell leva para a escola, além dele mesmo e sua irmã, a sua amiga e colega Franny Perrins. Chegando lá, os alunos estão fofocando sobre o novo aluno matriculado na escola Buddy Revell, um delinquente violento que tinha sido transferido para ali de uma escola para estudantes em situação de risco.
Quando entra na escola, Jerry se encontra com seu melhor amigo Vincent Costello, que é o editor do jornal da escola. Na sala de aula, a professora tem a ideia de fazer um artigo sobre amigos para acolher melhor o novo aluno Buddy e ela manda Jerry entrevistar o valentão. No banheiro masculino, Jerry encontra Buddy Revell e desajeitadamente tenta cumprimentá-lo e fala que quer entrevistá-lo para o jornal. Depois de uma ligeira conversa, Jerry percebe que Buddy está se enfurecendo e mantendo-se calado. Mitchell, tentando acalmar a situação, dá um toque amigável no braço de Buddy, enraivando-o mais ainda. Com isso, Buddy joga Jerry contra a parede e diz que não gosta de ser tocado. Buddy, ainda mantendo Jerry fortemente contra a parede, desafia o singelo rapaz para uma briga as 3 da tarde no estacionamento da escola.
Com um pouco mais de seis horas até a rixa, Jerry tenta, de todas as maneiras, evitar a briga. Jerry novamente se encontra com Buddy e tenta pedir gentilmente ao brutamontes para esquecer a briga e serem amigos, tentativa essa em vão. Sabendo da história, Vincent sugere que Jerry coloque um canivete no armário de Buddy para forçar uma expulsão do valentão da escola. Brei aconselha Jerry a simplesmente fugir da escola, mas quando Jerry tenta escapar, ele encontra o canivete preso no volante de seu carro e os fios de ignição do carro cortados. Pegando o canivete para si, Jerry tenta fugir a pé, mas é capturado pelo guarda de segurança escolar Duke, que encontra o tal canivete com o rapaz e leva Jerry para o escritório do Sr. Dolinski, o decano da disciplina. Após ver nos boletins de Jerry que o garoto tem boas notas e que nunca falta, o Sr. Dolinski informa Jerry que ele estará de olho nele e libera Jerry de sua sala.
Jerry faz várias outras tentativas para evitar a luta. Ele rouba 450 dólares da loja de material escolar da escola que ele mesmo administra para contratar outro valentão de modo que ele enfrente Buddy, mas novamente Buddy se sai vitorioso e vence-o com um único soco. Por ter perdido a briga, o valentão perdedor devolve o dinheiro e Vincent diz a Jerry que deu ao valentão surrado 100 dólares e com isto não recuperou todo o dinheiro. De volta à sala de aula, Jerry tenta forçar uma ida à detenção (com o intuito de ficar lá até depois das 3 horas, hora da briga, para fugir dela) beijando sua professora de Inglês, mas a mesma, em vez de puni-lo acaba se encantando por Mitchell, chegando ao ponto de dar o telefone de sua casa para o jovem ligar para ela. Já na aula de matemática, Jerry é flagrado dando cola no exame para Buddy responder às perguntas, fazendo com que os dois vão para a diretoria. Na sala da direção, Jerry, com medo, mente dizendo que era ele mesmo que estava colando de Buddy. O diretor então decide propor um problema de matemática a Buddy para ver se o enorme rapaz era mesmo leigo, mas o grandão surpreende o diretor e o próprio Mitchell ao resolver as questões com facilidade, sendo liberado em seguida. O diretor adverte Jerry de que suas "atitudes" poderão afetar o seu futuro na escola e que se for pego em mais uma suposta "falcatrua" Jerry será expulso da instituição.
Numa última tentativa, Jerry tenta conversar com Buddy e novamente pede para que os dois sejam amigos, novamente sendo negado por Buddy. Com isso, Jerry decide oferecer o dinheiro que ele havia roubado anteriormente da lojinha de material escolar em troca do grandão desistir da luta. Buddy aceita o acordo e pega a quantia de 350 dólares do rapaz, mas desdenhosamente chama Jerry de "o maior covarde que ele já viu na vida". Jerry, tomado pela raiva de ter ouvido aquilo, decide definitivamente confrontar Buddy e exige seu dinheiro de volta. Buddy se recusa a devolver o dinheiro e Jerry então avisa ao brutamontes de que a luta das 3 da tarde ainda está de pé.
Finalmente às 3 da tarde a luta começa no estacionamento da escola, com centenas de estudantes ansiosos observando. O diretor da escola (Sr O'Rourke), o decano Sr. Dolinksi, o guarda escolar Duke, Franny e Vincent tentam intervir a briga, mas Buddy facilmente se livra deles. No decorrer da briga, Jerry sofre vários golpes do grandalhão, mas ainda consegue permanecer firme. Num momento oportuno, Brei consegue pegar o soco inglês de Buddy e dá para Jerry, que desfere um fortíssimo golpe contra Buddy Revell utilizando o objeto, nocauteando-o. A luta, então, termina com a vitória de Jerry Mitchell que é ovacionando pelos outros estudantes.
No dia seguinte, muitos estudantes se mostram maravilhados com Jerry pela vitória na briga e todos da escola começam a comprar folhas de papel sulfite da loja de material escolar por US$ 1 cada para ajudar Jerry compensar o perdido dinheiro da loja. Buddy, adentra silenciosamente na lojinha para devolver os US$ 350 dólares para Mitchell, surpreendendo todos os alunos. Logo em seguida, Buddy sai da loja de cara fechada por ter perdido a peleja.
Durante os créditos finais, são mostrados os alunos da escola agora comentando sobre a vitória de Jerry Mitchell sobre Buddy Revell, mostrando o quão agora Mitchell é respeitado pela escola.

## Elenco
- Casey Siemaszko  ...  Jerry Mitchell
- Annie Ryan  ...  Franny Perrins
- Richard Tyson  ...  Buddy Revell
- Stacey Glick  ...  Brei Mitchell
- Jonathan Wise  ...  Vincent Costello
- Jeffrey Tambor  ...  Mr. Rice
- Philip Baker Hall  ...  Detetive Mulvahill
- John P. Ryan  ...  Mr. O'Rourke
- Liza Morrow  ...  Karen Clarke
- Scott Schutzman Tiler  ...  Bruce Chalmer
- Guy Massey  ...  Scott Cranston
- Theron Read  ...  Mark Bojeekus
- Mike Jolly  ...  Craig Mattey
- Charles Macaulay  ...  Voytek Dolinski
- Mitch Pileggi  ...  Duke Herman

## Recepção

### Crítica
Na crítica contemporânea do New York Times a obra de Joanou é impecável por mostrar de forma eletrizante a agonia do garoto que procura fugir da promessa de ser apanhado pelo valentão da escola, até a hora marcada para o encontro. O trabalho da direção em mostrar a agonia do jovem é tão bem feito que obscurece a participação dos demais atores, e também o trabalho da iluminação de Barry Sonnenfeld.
Já Roger Ebert diz que, se quando estudante não se interessava por uma briga escolar, muito menos o faria em um "filme ruim como este"; o crítico nota que a situação de bully nas escolas americanas poderia ser melhor compreendida, ou mesmo para fazer com que o público - no caso deste filme - passasse a ter mais empatia para com sua vítima.
No site agregador Rotten Tomatoes o filme possui 67% de avaliação positiva, com uma nota de 5,6 (numa escala de 0 a 10) sendo classificado como "fresco" pelos usuários do site.

### Bilheteria
Three O'Clock High estreou em 849 cinemas dos Estados Unidos no dia 9 de outubro de 1987; ganhando US$ 1.506.975 de receita em seu primeiro fim de semana. O total bruto do filme é de aproximadamente US$ 3.685.862 (considerando a receita interna estadunidense), ganhando 40,9% de seu total bruto durante o fim de semana de abertura.